# Chlosyne gloriosa
Chlosyne gloriosa är en fjärilsart som beskrevs av Bauer 1960. Chlosyne gloriosa ingår i släktet Chlosyne och familjen praktfjärilar. Inga underarter finns listade i Catalogue of Life.